# Vic Moeremans
Vic Moeremans, né à Malines le 27 mars 1913 et mort à Gand[réf. nécessaire] le 7 avril 1999, est un acteur de théâtre, de télévision et accessoirement de cinéma.

## Biographie
Vic Moeremans est le père de l'acteur Walter Moeremans (nl).

## Filmographie sélective
au cinéma
- 1965 : L'Homme au crâne rasé d'André Delvaux : le directeur
- 1979 : Les Cobayes (De proefkonijnen) de Guido Henderickx : Trainer
- 1983 : De vlaschaard de Jan Gruyaert : le paysan Vermeulen
- 1986 : Springen de Jean-Pierre De Decker
- 1993 : Daens de Stijn Coninx : un abbé